# Vladimir Kotliakov
Vladimir Mikhaïlovitch Kotliakov (en russe : Владимир Михайлович Котляков), né le 6 novembre 1931 à  Lobnia, est un géographe et glaciologue russe, membre de l'Académie des sciences de Russie, directeur de l'Institut de géographie de l'Académie des sciences de Russie, président honoraire de la société russe de géographie et auteur du Groupe d'experts intergouvernemental sur l'évolution du climat (GIEC).

## Biographie
Vladimir Kotliakov est né le 6 novembre 1931 à Krasnaïa Poliana qui était encore un petit village en banlieue de Lobnia. En 1949, il est diplômé de l'école secondaire no 7 de Moscou. L'intérêt pour la géographie de Vladimir apparu en 10e année (équivalent à la Première en France), quand il est familiarisé aux histoires des expéditions des géographes, océanographes et géologues de l'université d'État de Moscou. C'est en pensant à eux qu'il s'inscrit dans la faculté de géographie après l'obtention de son diplôme de fin d'études en 1949. 
- Nouvelle-Zemble (1955-1956)
- Antarctique (1957-1958)
- versant sud du mont Elbrouz (1961-1963)
- les monts Trans-Ili Alatau (1964)
- les Pamir (1968-1974).

## Principales publications

### Littérature internationale
- Kotlyakov et al. (1999). Climate and atmospheric history of the past 420,000 years from the Vostok ice core, Antarctica. Nature, 399(6735), 429-436.
- Kotlyakov et al. (1996). Climatic interpretation of the recently extended Vostok ice records. Climate Dynamics, 12(8), 513-521.
- Kotlyakov et al. (1995). The two-step shape and timing of the last deglaciation in Antarctica. Climate Dynamics, 11(3), 151-161.
- Kotlyakov et al. (1993). Extending the Vostok ice-core record of palaeoclimate to the penultimate glacial period. Nature, 364(6436), 407-412.
- Kotlyakov (1991). The Aral Sea basin: a critical environmental zone. Environment: Science and Policy for Sustainable Development, 33(1), 4-38.
- Kotlyakov et al. (1989). A comparison of deep Antarctic ice cores and their implications for climate between 65,000 and 15,000 years ago. Quaternary Research, 31(2), 135-150.

### Littérature russe
- La couverture de neige et les glaciers de la Terre (1968)
- Dictionnaire de glaciologie (1984)
- Le climat passé dans les profondeurs des calottes glaciaires (1991)
- Monde de la neige et de la glace (1994)
- Science. Société. Environnement (1997)
- Atlas des ressources neigeuses et glaciaires du monde (1997)

## Adhésion à des organisations
- Président du Comité national russe sur le Programme international Géosphère-Biosphère de la recherche dans l'Antarctique
- Membre de l'Académie écologique de Russie (1994)
- Membre international de l'Academia Europaea (1990)
- Membre étranger de l'Académie des Sciences (2002)
- Membre honoraire de la Société internationale de glaciologie (1993)
- Vice-président de l'Union géographique internationale (1988-1996)
- Vice-président (1980-2000), puis président honoraire (depuis 2000) de la société russe de géographie

## Récompenses et distinctions
- Ordre du Drapeau rouge du Travail (1981)
- Ordre de l'Insigne d'honneur (1998)
- Prix d'État de la fédération de Russie (2001)
- Ordre du Mérite pour la Patrie 4e classe (2007)
- Docteur honoris causa de l'Université d'État de Tbilissi
- Prix Lütke de la société russe de géographie (1985)
- Prix Przewalski de la société russe de géographie (1996)
- Prix Berg de l'académie des sciences de Russie (2005).
- Prix Nobel de la paix avec le GIEC (2007)
- Prix Demidoff (2011)[2]
- Médaille Constantin (2011)